# TS-19
"TS-19" là tập thứ sáu và cũng là tập cuối cùng trong Phần 1 của series phim truyền hình về dịch bệnh The Walking Dead. Tập phim lên sóng trên kênh AMC của Mỹ vào ngày 5 tháng 12 năm 2010. Khi phát sóng tại Mỹ, tập phim đã đạt được xếp hạng cao với 5,97 triệu người xem trong đó có 3,4 triệu người từ 18-49 tuổi.

## Nội dung tập
Trong một cảnh trong quá khứ tại thời điểm đại dịch xác sống bắt đầu, Shane đến bệnh viện Harrison Memorial để kiểm tra tình hình của Rick. Quân đội đang di tản các bác sĩ, y tá trong bệnh viện và xử lý những trường hợp đã nhiễm bệnh. Shane định đưa người bạn đang hôn mê của mình đi nhưng lại do dự vì có quá nhiều dây và ống đang gắn vào người Rick.
Nguồn điện bị mất và máy móc cũng ngừng hoạt động, Shane áp tai vào ngực Rick để xem tình trạng bạn mình ra sao. Sau khi không nghe thấy nhịp tim từ anh, Shane đành lưỡng lự bỏ Rick ở lại, anh chạy trốn sau khi chặn cửa phòng Rick bằng một chiếc giường ở bệnh viện. 
Quay trở lại thời điểm hiện tại, Rick và nhóm của mình từng người một tiến vào tòa nhà CDC. Tiến sĩ Jenner đón họ ở trước cửa. Anh ta chỉ đồng ý cho họ vào với điều kiện tất cả phải được kiểm tra mẫu máu. Rick đồng ý và cùng nhóm theo Jenner vào trung tâm điều khiển của tòa nhà.
Nhìn xung quanh không thấy ai, Rick hỏi những tiến sĩ khác đâu thì nhận được câu trả lời từ Jenner: "Tôi là người duy nhất còn lại ở đây".
Sau đó, nhóm Rick tụ hợp lại phòng ăn của tòa nhà CDC. Họ cùng dùng bữa, uống rượu và rất vui mừng vì đã tìm được một nơi an toàn. 
Shane hỏi: "Khi nào thì anh mới cho chúng tôi biết chuyện quái gì đã xảy ra ở đây?". Jenner giải thích rằng hầu hết các tiến sĩ khác đã bỏ đi, những người còn lại đã không tham gia vào việc này. Jenner nói anh ta quyết định ở lại đây vì hy vọng mình có thể làm được điều gì đó.
Jenner dẫn nhóm đi xung quanh tòa nhà, đưa hai đứa trẻ đến phòng giải trí, và dặn dò mọi người không được lãng phí điện năng.
Mọi người đều tận hưởng cảm giác sung sướng khi được tắm nước nóng, trừ Shane và Andrea. Shane thì vừa tắm vừa giận dữ nốc từng ngụm rượu, còn Andrea thì ngồi lặng người dưới dòng nước.
Sau đó, Dale tình cờ nghe thấy Andrea. Cô khóc lóc và nói mọi thứ đã chấm dứt. Dale nói rằng họ vẫn còn cơ hội để bắt đầu lại từ đầu. Andrea nói: "Ông không thấy vẻ mặt của Jenner sao? Chẳng còn lại gì cả."
Rick loạng choạng do say rượu nên sảy chân suýt ngã khi bước vào phòng điều khiển, nơi Jenner đang làm việc. Anh cảm ơn Jenner một lần nữa và thừa nhận rằng anh không bao giờ để những người khác biết suy nghĩ thật sự của mình. Anh biết rằng khi đó họ đã không còn lựa chọn nào nữa: "Chúng tôi đã có thể chết ở ngoài kia". Jenner trấn an Rick: "Rồi mọi thứ sẽ ổn cả".
Lori, Carl, Carol và Sophia ở trong phòng giải trí. Carol cho 2 đứa trẻ đi ngủ, còn Lori ngồi đọc sách.
Shane loạng choạng bước vào cửa với chai rượu trong tay. Anh ta đóng cửa lại và nói với Lori: "Anh cần phải nói với em vài chuyện, và em phải nghe anh". Lori đẩy Shane ra, khiến anh bực tức hỏi: "Sao em có thể đối xử với anh như vậy?". Anh ta cố giải thích là mình không lừa dối Lori về chuyện của Rick, rằng anh tathực sự tưởng Rick đã chết sau khi không nghe thấy tim Rick đập nữa. Trong cơn say, Shane đè Lori ra và cố hôn cô. Lori đã cào mặt và cổ anh ta để thoát ra. Shane bỏ đi sau khi cảm thấy xấu hổ về hành động vừa rồi của mình.
Rick lên giường thì thấy Lori đang khóc, anh trấn an cô: "Chúng ta không cần phải sợ hãi nữa".
Sáng hôm sau, Rick bước vào phòng ăn. Shane cũng vào theo, và nói rằng những vết cào trên cổ là do anh ta tự làm khi bị mơ ngủ. Rick nói: "Trước đây có bao giờ cậu làm vậy đâu". Shane vừa trả lời vừa đánh mắt sang Lori: "Chẳng giống tớ chút nào".
Jenner đến và dẫn nhóm tới trung tâm điều khiển. Anh cho mọi người xem kết quả quét bộ não của "mẫu thí nghiệm 19", người đã bị nhiễm và đồng ý để anh nghiên cứu trên mình. 
Những gì ghi lại cho thấy virus tấn công bộ não như thế nào, và tiếp theo là quá trình thứ 2 - sự hồi sinh. Lori hỏi: "Nó làm não hoạt động trở lại sao?". Jenner nói rằng phần tính cách người không hề quay trở lại, và anh cũng không biết bệnh dịch này là gì và phải làm sao để chữa trị nó. 
Dale phá vỡ bầu không khí yên lặng bằng việc hỏi Jenner về chiếc đồng hồ đang đếm ngược ở trên tường. Jenner nói máy phát điện của tòa nhà sẽ cạn kiệt nhiên liệu khi đồng hồ đếm về 0. 
Rick, Shane, T-Dog và Glenn đi kiểm tra máy phát điện. Trong khi đó ở tầng trên, không khí đã không còn.
Trong phòng làm việc, Jenner nhìn vào tấm hình của một người phụ nữ. Anh nói mong cô hiểu rằng anh đã làm tất cả những gì có thể, và hy vọng cô có thể tự hào vì anh.
Jenner giải thích rằng tòa nhà đang tự ngắt dần mọi hoạt động và tầng trên đã bị khóa lại. Những người trong nhóm sợ hãi muốn thoát ra ngoài nhưng Jenner đã nhốt họ bên trong trung tâm điều khiển. Ạnh giải thích rằng khi tòa nhà cạn kiệt năng lượng thì nó sẽ tự hủy - một phương thức để tránh cho những mầm bệnh nguy hiểm lây lan ra bên ngoài.
Jenner cố gắng thuyết phục Rick chấp nhận số phận: "Như tối qua anh đã nói đấy, anh biết đó chỉ là vấn đề thời gian mà, rồi những người anh yêu quý sẽ chết hết".
Rick hỏi tại sao Jenner vẫn ở lại khi anh ta nghĩ rằng không còn hy vọng gì cả. Jenner trả lời rằng anh đã hứa với vợ của mình (chính là "mẫu thí nghiệm 19") là sẽ cố gắng hết sức có thể. Anh nói rằng cô là nhà khoa học tốt nhất trên thế giới, nếu như ai đó có thể làm được điều gì thì chỉ có thể là cô, còn anh chỉ là Edwin Jenner mà thôi.
Lori nói với Jenner rằng họ cũng muốn cố gắng đi xa nhất có thể. Cuối cùng, Jenner đã bị thuyết phục và đồng ý mở cửa cho họ, nhưng anh cũng nói rằng tầng trên đã khóa và họ sẽ không thể ra ngoài được. Jenner bắt tay Rick rồi kéo anh lại phía mình, và thì thầm vào tai anh một điều gì đó.
Cả nhóm cố tìm lối thoát ra ngoài, nhưng Jacqui đã quyết định ở lại vì không muốn kết thúc như Jim và Amy. Andrea cũng quyết định ở lại, mặc cho Dale thuyết phục.
Tại tiền sảnh của tòa nhà CDC, cửa đầu đã bị khóa và cửa sổ thì không phá được. Carol lấy trong túi ra một quả lựu đạn và nói rằng cô đã tìm thấy nó khi giặt bộ quân phục của Rick.
Rick ném quả lựu đạn ra, phá vỡ một tấm cửa kính. Trong khi đó, Dale ngồi lại bên Andrea, nói rằng nếu cô không đi thì ông cũng sẽ ở lại, mặc cho cô giận dữ.
Mọi người chạy về phía những chiếc xe. Từ bên trong chiếc RV, Lori thấy Dale và Andrea cũng đang thoát khỏi tòa nhà.
Jenner và Jacqui nắm tay nhau vào những giây phút cuối cùng, cho tới khi tòa nhà CDC sụp đổ sau một trận nổ lớn. Dale và Andrea chạy lên chiếc RV.
Rick khởi động xe, và nhóm rời đi, bỏ lại đống đổ nát còn bốc cháy phía sau.

## Diễn viên

### Diễn viên chính
- Andrew Lincoln vai Rick Grimes
- Jon Bernthal vai Shane Walsh
- Sarah Wayne Callies vai Lori Grimes
- Laurie Holden vai Andrea
- Jeffrey DeMunn vai Dale Horvath
- Steven Yeun vai Glenn Rhee
- Chandler Riggs vai Carl Grimes

### Diễn viên định kỳ
- Norman Reedus vai Daryl Dixon
- Noah Emmerich vai Edwin Jenner

### Các diễn viên phụ khác
- Melissa McBride vai Carol Peletier
- Jeryl Prescott Sales vai Jacqui
- IronE Singleton vai Theodore Douglas
- Madison Lintz vai Sophia Peletier
- Judi M. Durand vai Vi

## Cái chết trong tập
- Rất nhiều bệnh nhân và nhân viên trong bệnh viện Harrison Memorial (Cảnh trong quá khứ)
- Một vài quân nhân của Quân đội Mỹ (Cảnh trong quá khứ)
- Candace Jenner (Video Clip)
- Edwin Jenner
- Jacqui

## Đánh giá
"TS-19" nhận được đa phần các phản hồi tích cực từ giới phê bình. Michelle Kung của nhật báo The Wall Street Journal viết trong bài nhận xét của mình rằng: "Mùa đầu tiên của The Walking Dead chưa thực sự có một cái kết lạc quan, nhưng nhóm anh hùng của chúng ta vẫn chưa biết đi về nơi nào sau khi thoát khỏi lưỡi hái tử thần ở CDC". Josh Jackson từ trang Paste bày tỏ sự yêu thích của mình với tập phim: "Sau 6 tập, các nhân vật đã thực sự chiếm được sự quan tâm từ khán giả. Mặc dù vẫn có những khoảnh khắc của sự ích kỷ, nóng vội hay cố chấp, nhưng những người còn sống trong thế giới The Walking Dead mới chính là yếu tố thu hút hơn hẳn những xác sống. Bộ phim này đã mang đến các đề tài đáng để tranh luận như hôn nhân, cương vị cha mẹ, niềm tin, sự mất mát, bạo lực gia đình, chính trị, lòng trung thành, lòng tốt, thay vì là về những pha chém giết. Bằng việc để thế giới đó bị thống trị bởi các xác sống, Frank Darabont đã giúp chúng ta khám phá được suy nghĩ và hành động của con người trong hoàn cảnh đó". Trên trang Rotten Tomatoes, có 80% trong số 10 bài đánh giá về tập phim này mang tính tích cực.
Một số nhà phê bình có cái nhìn khắt khe về tập phim hơn mặt bằng chung các đánh giá khác. Mặc dù nhận định "TS-19" như "một tiếng phát sóng nghẹt thở", Josh Wigler của MTV vẫn cho rằng tập phim còn thiếu nhiều yếu tố cần thiết cho một tập cuối mùa phim. "Dù có một vụ nổ hoành tráng và vài pha tiêu diệt xác sống, chưa kể đến việc chúng ta được biết thêm một ít thông tin cụ thể về dịch bệnh, vẫn còn vài cốt truyện của phim chưa được giải quyết trong tập này [...] Hầu hết những lời phàn nàn đều là về độ dài của mùa đầu tiên này. Nếu như có thêm một vài tập phim nữa, chúng ta có thể đã có được một cái kết thỏa mãn. Như tôi đã nói, tập phim này khá xuất sắc, nhưng nó vẫn chưa phải là một tập phù hợp để khép lại mùa đầu tiên". Leonard Pierce từ trang The A.V. Club cho điểm "TS-19" điểm B- (trên thang điểm từ F đến A) và cho rằng tập phim này không thực sự như mong đợi của anh và sự quảng bá rầm rộ của nhà đài trước đó.
Quá trình phát triển các nhân vật cũng là điểm nhận được nhiều sự tán thưởng từ giới phê bình. Josh Wigler dành lời khen cho các diễn viên Jon Bernthal, Laurie Holden và Jeffrey DeMunn vì đã thể hiện xuất sắc nhân vật của họ. Alan Sepinwall của trang HitFix miêu tả diễn xuất của Noah Emmerich bằng cụm từ "đầy ám ảnh" vì đã lột tả một cách chân thực con người của tiến sĩ Jenner.

## Bên lề

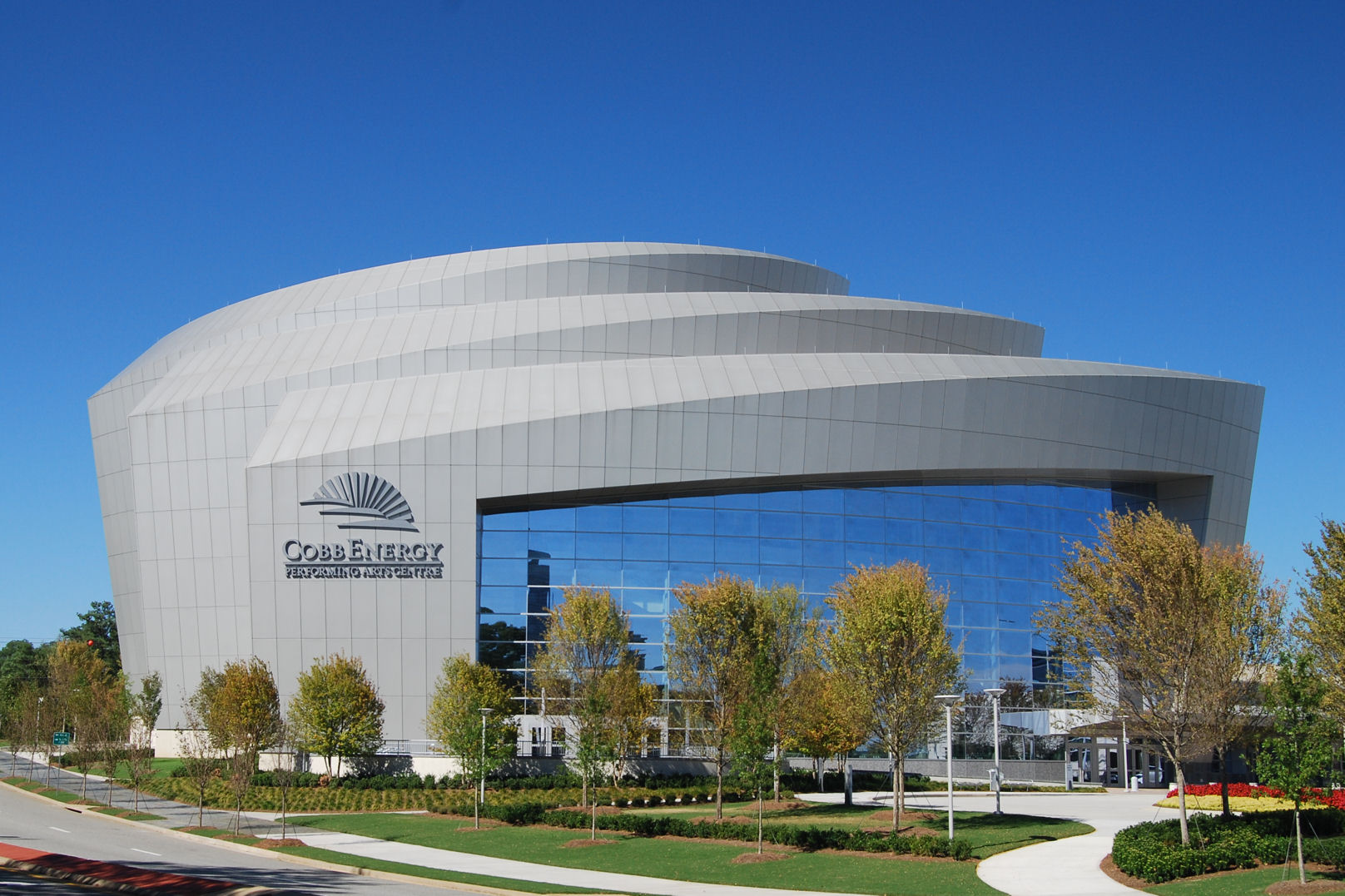
Việc quay phim được thực hiện ở một số địa điểm trong toàn khu vực đô thị Atlanta, bao gồm cả Trung tâm Biểu diễn Nghệ thuật Năng lượng Cobb ở Smyrna, Georgia.

- Việc quay phim được thực hiện ở một số địa điểm trong toàn khu vực đô thị Atlanta , bao gồm cả Trung tâm Biểu diễn Nghệ thuật Năng lượng Cobb ở Smyrna, Georgia.Tòa nhà CDC trong phim thực chất là một trung tâm triển lãm nghệ thuật tọa lạc tại Atlanta.
- Những lời mà tiến sĩ Jenner đã thì thầm với Rick có thể nghe thấy trong đĩa Blu-ray của Phần 1. Nếu bạn tăng âm lượng lên và lọc tạp âm đi, bạn có thể nghe thấy 2 câu đầu mà Jenner nói là: "It's in your blood. We're all carriers" (Thứ đó đã ở trong máu các anh. Chúng ta đều đã mang mầm bệnh). Điều này sau đó đã được tiết lộ bởi Rick với các thành viên khác trong tập cuối của Phần 2.
- Tên của tập phim, "TS-19" (mẫu thí nghiệm 19) ngụ ý cho việc vợ của Jenner, tiến sĩ Candace Jenner đã tình nguyện cống hiến thi thể của mình sau khi chết cho chồng để anh có thể nghiên cứu và tìm ra phương pháp cứu chữa căn bệnh.
- Hai trong số những xác sống cuối tập phim chính là con gái của nhà sản xuất Gale Anne Hurd cùng một người bạn của cô con gái ấy.
- Bài hát được phát ở đoạn credit cuối phim là "Tomorrow is a Long Time" của Bob Dylan.
- Mật khẩu mở cửa của tiến sĩ Jenner là 6-9-6-9.[14]

## Lỗi phim
- Trong cảnh quá khứ đầu tập khi mà Shane tới bệnh viện để cứu Rick ra, anh ấy được nhìn thấy đang đeo một đôi găng tay đen. Tuy nhiên sau Shane khi nâng người Rick lên một lần rồi lại đặt xuống, đôi găng tay đã biến mất khỏi tay anh.
- Trong cảnh tiến sĩ Jenner cho nhóm Rick xem đoạn băng mô phỏng lại "mẫu thí nghiệm 19", ngay sau khi mẫu thử này chết, con số hiển thị thời gian ở bên dưới bất ngờ chuyển từ "32:18:12" thành "12:18:13".[15]